# 454 a.C.
Il 454 a.C. (CDLIV a.C. in numeri romani) è un anno  del V secolo a.C.

## Eventi
- Persia
  - Megabizo, satrapo della Siria, riporta l'Egitto sotto il controllo persiano, dopo un lungo sforzo e un intervento militare da parte di Atene.
- Grecia
  - Pericle guida una spedizione navale nel golfo di Corinto, nella quale Atene sconfigge Acaia. Poi attacca le città di Sicione e Acarnania. Dopodiché prova senza successo di conquistare la città di Eniadea, prima di ritornare ad Atene.
  - A Samo, viene rovesciata la tirannide.
  - Il tesoro delle lega delio-attica è trasferito all'Acropoli di Atene.
  - Perdicca II diventa re di Macedonia (fino al 413 a.C.). Nello stesso anno combatte contro i Traci di Odrisse.
- Sicilia
  - Si registrano scontri tra Segesta e Selinunte, due città greche in Sicilia, per l'accesso al mar Tirreno.
  - Tentativo fallito dei tiranni di Siracusa di riprendere il potere. I democratici istituiscono una forma di ostracismo.
- Roma
  - I plebei, a causa di numerosi problemi economici e finanziari, costringono i patrizi ad iniziare una riforma e codifica della legge. Come primo atto, una commissione di tre uomini, composta da Spurio Postumio Albo Regillense, Aulo Manlio e Sulpicio Camerino, è inviata ad Atene per trascrivere le leggi di Solone, così da poterle studiare a Roma.
  - Sono consoli Spurio Tarpeio Montano Capitolino e Aulo Aternio Varo Fontinale

## Morti
- Alessandro I di Macedonia, sovrano macedone antico